# Münschecker
Münschecker (luxemburgisch Mënjeckerⓘ; französisch Munschecker) ist ein Ortsteil der Gemeinde Manternach, Kanton Grevenmacher im Großherzogtum Luxemburg.

## Lage
Münschecker liegt im Tal der Mosel südlich des Hauptortes Manternach. Am Ortsrand entspringt der Laafbach. Südlich der Ortslage verläuft die Autoroute 1 und direkt am Ort vorbei verläuft die CR 137, die Münschecker in nördliche Richtung mit Manternach und in südliche Richtung mit Grevenmacher verbindet.

## Allgemeines
Münschecker ist ein kleines, ländlich geprägtes Dorf. Den Mittelpunkt bildet die Jakobuskapelle, deren Chor noch aus der Zeit der Gotik stammt. Sie gehört zur Pfarre St. Laurentius Grevenmacher.